# Helmut Schellknecht
Helmut Schellknecht (* 14. August 1919 in Lahde; † 1. Oktober 1994 in Bonn) war ein deutscher Verwaltungsjurist und Direktor beim Deutschen Bundestag.

## Leben
Als Sohn eines Leitungsaufsehers geboren, ging Schellknecht auf das Gymnasium und wurde 1940 zum Wehrdienst einberufen. Während des Zweiten Weltkrieges wurde er 1942 in Russland schwer verwundet und begann ein Studium der Rechtswissenschaften in Münster und Tübingen. 1946 machte er sein Examen und wurde zum Dr. iur. promoviert. Nach dem Ende seines Rechtsreferendariats 1949 ging er 1950 ins Bundesministerium für Post- und Fernmeldewesen und wurde Leiter eines größeren Postamts. 1956 wurde er ins Verteidigungsministerium versetzt, wo er anfangs als Personalreferent tätig war und dann für Aufbau des Ausbildungswesens der Bundeswehrverwaltung für alle Dienstwege der Verwaltung und der Wehrtechnik verantwortlich war. Er organisierte unter anderem die Einrichtung der Bundeswehrverwaltungsschulen, der Akademie für Wehrverwaltung und Wehrtechnik und die zentrale Leitung des gesamten Prüfungswesens. Er war auch für die Steuerung der Lehrlingsausbildung in der Bundeswehr und die Ausbildung deutscher Wehringenieure in den USA, England und Frankreich verantwortlich. 1962 wurde er Herausgeber und Chefredakteur der Unterrichtsblätter für die Bundeswehrverwaltung. 1968 war er im Rang eines Ministerialdirigenten Leitender Beamter der Dienststelle des Wehrbeauftragten des Deutschen Bundestages Matthias Hoogen. 1970 wurde er Direktor beim Deutschen Bundestag und damit zum faktischen Leiter der Verwaltung des Deutschen Bundestages. 1984 ging er in den Ruhestand. Kurz nach ihrer Gründung wurde er 1982 Mitglied der Trierer Burschenschaft Germania.

## Ehrungen
- 1974: Großes Bundesverdienstkreuz
- 1979: Großes Bundesverdienstkreuz mit Stern
- 1984: Großes Bundesverdienstkreuz mit Stern und Schulterband

## Veröffentlichungen
- Das Poststrafrecht. Geschichte und geltendes Recht. Dissertation vom 11. April 1946, Tübingen, Rechts- u. wirtschaftswissenschaftliche Fakultät.